# Hesperothamnus brachycalyx
Hesperothamnus brachycalyx är en ärtväxtart som beskrevs av Per Axel Rydberg. Hesperothamnus brachycalyx ingår i släktet Hesperothamnus och familjen ärtväxter. Inga underarter finns listade i Catalogue of Life.